# Eurogamer
Eurogamer ist ein ursprünglich britisches Onlinemagazin für Computerspiele. Die Website wird vom britischen Unternehmen Gamer Network (vormals Eurogamer Network) mit Sitz in Brighton betrieben, das 1999 von den Brüdern Rupert und Nick Loman gegründet wurde. Mittlerweile existieren zehn fremdsprachige Ableger mit eigenen Redaktionen, darunter auch eine deutschsprachige Seite. Das Unternehmen beansprucht für sich, die höchsten Leserzahlen aller unabhängigen Computerspiel-Websites in Europa zu haben (über 5,7 Millionen Unique users im November 2011) und war die erste Website dieses Themenbereichs, die ihren Traffic durch das unabhängige Verifikationssystem ABC Electronic prüfen ließ. Daneben ist Eurogamer Ausrichter der britischen Computerspielmesse Eurogamer Expo.

## Geschichte
Im Februar 2006 startete das Unternehmen seinen Videokanal Eurogamer TV, der später jedoch wieder in die Hauptseite integriert wurde. Auf der Computerspielmesse Games Convention in Leipzig im August 2006 startete Eurogamer seinen ersten fremdsprachigen Ableger, Eurogamer Deutschland. Im Juni 2007 folgte Eurogamer Frankreich, Eurogamer Portugal im Mai 2008, Eurogamer Niederlande im August 2008, Eurogamer Spanien und Eurogamer Italien im Oktober 2008, Eurogamer Rumänien im März 2009, Eurogamer Tschechien im Mai 2009, Eurogamer Dänemark im Juni 2009, Eurogamer Belgien im August 2009 und Eurogamer Schweden im April 2010. Im April 2011 fusionierten Eurogamer Niederlande und Belgien zu Eurogamer Benelux. Im selben Jahr schloss Eurogamer Rumänien. Im November 2012 startete Eurogamer seine erste nicht-europäische Website, Brasilgamer.
Eurogamer besitzt mit GamesIndustry.biz eine Schwesterseite, die hauptsächlich über die fachlichen und ökonomischen Themen der Spieleindustrie berichtet. Im Mai 2008 startete die Webseite das GamesIndustry.biz-Netzwerk für Branchenangehörige.
Im Mai 2024 wurde Eurogamer von IGN übernommen.

## Redaktionelle Struktur
Eurogamer.net-Chefredakteur ist Tom Bramwell, der den Posten im Januar 2008 von Kristan Reed übernahm. Bramwell ist der älteste Mitarbeiter der Redaktion und seit Frühjahr 2000 für die Seite tätig. Zu den regelmäßig tätigen Autoren zählten unter anderem Oliver Welsh, Kieron Gillen, Jim Rossignol, John Walker, Simon Parkin, Alec Meer, Richard Leadbetter, Dan Whitehead und David McCarthy sowie der frühere Chefredakteur von GamesIndustry.biz, Rob Fahey.
Eurogamer Deutschland mit Sitz im mittelfränkischen Rednitzhembach wird durch den früheren PC-Games-Chefredakteur Oliver Menne betrieben. Chefredakteur ist Martin Woger, der den Posten von Oliver Mennes Ehefrau Tanja übernahm, die weiterhin als Redakteurin für die Website tätig ist. Weitere Redaktionsmitglieder sind Alexander Bohn-Elias, Benjamin Jakobs, Björn Balg, Sebastian Thor und Markus Hensel.
Eurogamer.net, Eurogamer.de und einige andere Seiten des Netzwerks benutzen kein Zahlen-Wertungssystem. Stattdessen gibt es für schlechte Spiele ein rotes Symbol, für gute und sehr gute silberne und goldene Symbole.

## Rezeption
Bei den Games Media Awards 2007 gewann Eurogamer.net in den Kategorien Best Games Website – News und Best Games Website – Reviews & Features. Im Folgejahr wurden beide Kategorien zur Kategorie Best Games Website zusammengelegt und ging abermals an Eurogamer, genauso wie in den Jahren 2009, 2010, 2011 und 2012, was Eurogamer zum bisher einzigen Preisträger dieser Kategorie macht. Ebenfalls 2007 gewann der damalige stellvertretende Chefredakteur Tom Bramwell den Preis als Best Writer in Specialist Digital Media und Johnny Minkley, Chefredakteur von Eurogamer TV, den Preis als Best Games-Dedicated Broadcast on Mainstream TV or Radio. 2008 wurde die stellvertretende Chefredakteurin Ellie Gibson als Specialist Games Writer – Online ausgezeichnet.
Rupert Loman wurde als Unternehmer des Jahres 2003 bei den Sussex Business Awards ausgezeichnet und von der Zeitung The Observer 2007 als „Media One to Watch“ bezeichnet. Er wurde weiterhin vom Magazin Growing Business im Oktober 2008 als einer von 30 sogenannten „Young Guns“ gewählt. Am 19. August 2007 berichtete zudem die Sunday Telegraph über Loman, der mit dem Magazin über seine Erfahrungen sprach, als er sein Studium zu Gunsten von Eurogamer aufgab.

## Eurogamer Expo

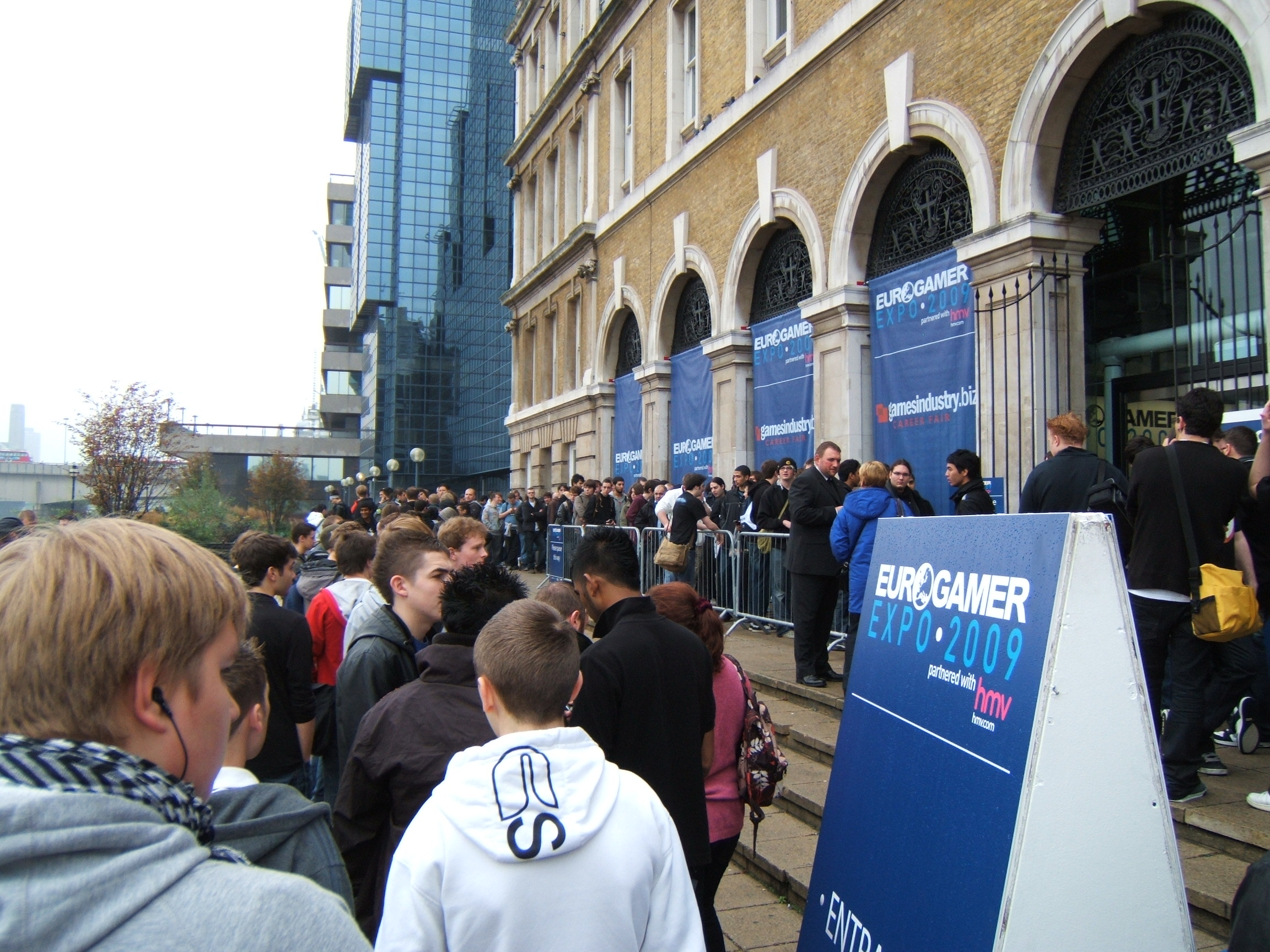
Eingang zur Eurogamer Expo 2009 am Old Billingsgate Market, London

Die erste Eurogamer Expo fand in der Old Truman Brewery als Teil des London Games Festival 2008 durchgeführt und hatte 4.000 besucher. 2009 fand die Messe Ende Oktober im Royal Armouries Museum in Leeds und dem Old Billingsgate Market in London statt. Seit 2010 findet die Veranstaltung am Earls Court statt.
| Jahr | Datum                           | Venue                                          | Ort          | Besucher |
| ---- | ------------------------------- | ---------------------------------------------- | ------------ | -------- |
| 2008 | 28.–29. Oktober                 | Old Truman Brewery                             | London       | 4.000    |
| 2009 | 27.–28. Oktober 30.–31. Oktober | Royal Armouries Museum Old Billingsgate Market | Leeds London | 12.000   |
| 2010 | 1.–3. Oktober                   | Earls Court                                    | London       | 20.000   |
| 2011 | 22.–25. September               | Earls Court                                    | London       | 34.500   |
| 2012 | 27.–30. September               | Earls Court                                    | London       | 50.000   |
| 2013 | 26.–29. September               | Earls Court                                    | London       | TBA      |